# Jebel
Jebel es una comuna ubicada en el distrito de Timiș, Rumania.

## Superficie
Posee una superficie de 67,43 kilómetros cuadrados.

## Demografía
Hasta 2021 la población era de 3781 habitantes, con una densidad de población de 56,07 habitantes por kilómetro cuadrado.